# Dibranchus japonicus
Dibranchus japonicus är en fiskart som beskrevs av Amaoka och Toyoshima, 1981. Dibranchus japonicus ingår i släktet Dibranchus och familjen Ogcocephalidae. Inga underarter finns listade i Catalogue of Life.